# Oscar Alemán (jazzmusiker)

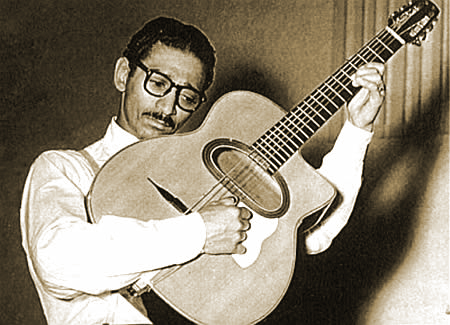
Oscar Alemán, jazzgitarrist från Argentina.

Oscar Marcelo Alemán, född 20 februari 1909, död 14 oktober 1980, var en argentinsk jazzmusiker, gitarrist, dansare och underhållare. 
Oscar Marcelo Alemán föddes i staden Machagai i provinsen Chaco, i norra Argentina 1909. Sex år gammal dansade och sjöng Alemán i orkestern Sexteto Moreira tillsammans med medlemmar i den egna familjen. Alemán lärde sig spela Cavaquinho, en brasiliansk ukelele innan han började med gitarr. Oscars mor dog när han var i tioårsåldern och kort senare begick fadern självmord. Som föräldralös yngling arbetade Oscar som gaturartist i kuststaden Santos i Brasilien. 
1924 inledde Alemán ett samarbete med den brasilianske gitarristen Gaston Bueno Lobo. Duon uppträdde under namnet Los Lobos från och med 1925. Duon som scendebuterade i Rio de Janeiro, knöts till det argentinska grammofonbolaget Victor. Los Lobos repertoar bestod främst av tango, foxtrot och bolero. Ibland inkluderades violinisten Elva Verdura i samarbetet. Trion arbetade under namnet Trio Victor. 
1929 avreste Alemán till Europa. 1931 kom han till Paris för att spela jazz. Där arbetade Alemán från 1932 som kapellmästare i Josephine Bakers orkester The Baker Boys. Alemán bildade senare en egen niomannaorkester som var husband på klubben Le Chantilly.
I början av 1940-talet återflyttade Alemán till Argentina. I Buenos Aires uppträdde han i två konstellationer: ett niomannaband och en swingkvintett. 1944 gifte sig Alemán med skådespelerskan Carmen Vallejo. Paret fick två barnen India och Selva Alemán.

## Diskografi
- Hawaianita (1927-1929), Buenos Aires
- Ya lo sé (1930-1933), Madrid-Paris
- Fox-musette n.º 301 (1933-1935), Paris
- St. Louis Stomp (1936-1938), Paris
- Doing the gorgonzola (1939-1940), Paris
- Susurrando (1941-1942), Buenos Aires
- Negra de cabello duro (1943-1944), Buenos Aires
- Haciendo una nueva picardía (1945-1949), Buenos Aires
- Río Swanee (1951), Buenos Aires
- Scartunas (1952), Buenos Aires
- Minuet (1953), Buenos Aires
- Ardiente sol (1954), Buenos Aires
- Estambul (1955), Buenos Aires
- Juca (1956-1957), Buenos Aires
- Guitarra de amor (1965), Buenos Aires
- Sueño de víbora (1966-1969), Buenos Aires
- Moritat (1970-1972), Buenos Aires
- Tengo ritmo (1973-1978), Buenos Aires
- Vestido de bolero (1979-1980), Buenos Aires
- Hombre mío (1960-1980), Buenos Aires
- Sí... otra vez! (1979), Buenos Aires